# Пединівка
Педи́нівка — село в Україні, у Шевченківській сільській громаді Звенигородського району Черкаської області, центр сільської ради, якій підпорядковане також селище Шампанія. Населення — 642 особи.

## Географія
Село розташоване за 25 км на північний схід від районного центру — міста Звенигородка та за 35 км від залізничної станції Городище. Через село протікає річка Вільшанка.

## Історія
За переказом старожилів, першим поселенцем на території села був козак Педан, тому назва була Педанівка, а по його смерті село стали називати Пединівка.
Згадки про існування вже великого села Пединівки можна зустріти в реєстрах козаків Війська Запорозького, складеного 1649 року Богданом Хмельницьким під час війни з польським королем Яном Казимиром. У Гавриленковій сотні Корсунського полку було чимало козаків із Кирилівки, Пединівки, Тарасівки та інших навколишніх сіл. Про це свідчать записи таких прізвищ з реєстру: Ілько Тарасівський, Роман Пединенко (відповідно Ілько з Тарасівки, Роман з Пединівки, Гаврило Моринський з Моринець, реєстр складався за назвою сіл. Жителі цієї місцевості брали активну участь у всенародному визвольному русі, очолюваному Богданом Хмельницьким у складі Корсунського полку.
На кінець XIX століття Пединівка була досить великим селом і волостю. У селі проживало 2 219 осіб, з них: чоловіків — 1 102, жінок — 1 117. До складу Пединівської волості входило 8 сіл: Будище, Верещаки, Гнилець, Журавка, Майданівка, Моринці, Сегединці.
До Жовтневого перевороту в селі була однокласна церковноприходська школа. Знаходилась вона біля церкви в хаті дяка. У школі не було парт, а були довгі столи і довгі лави.
Село постраждало внаслідок геноциду українського народу, проведеного окупаційним урядом СССР 1923–1933 та 1946–1947 роках.
431 мешканців села брали участь у боях радянсько-німецької війни, 146 з них загинули, 58 нагороджені орденами й медалями.
Станом на початок 70-х років ХХ століття в селі розміщувалась центральна садиба колгоспу «Дружба», за яким було закріплено 1,7 тисяч га сільськогосподарських угідь, у тому числі 1,4 тисячі га орної землі. Господарство вирощувало зернові культури і цукрові буряки, було розвинуте тваринництво. Допоміжною галуззю було рибництво. Працював цегельний завод.
Також на той час працювали восьмирічна школа, клуб, бібліотека з фондом 7,6 тисяч книг, фельдшерсько-акушерський пункт.
12 вересня 2015 року митрополит Черкаський і Чигиринський Іоан освятив облаштоване під храм приміщення, раніше духовні потреби здійснював священник УПЦ МП, віряни вирішили перейти до КП.

## Населення

### Мова
Розподіл населення за рідною мовою за даними перепису 2001 року:
| Мова            | Кількість | Відсоток |
| --------------- | --------- | -------- |
| українська      | 673       | 98.54%   |
| російська       | 7         | 1.03%    |
| інші/не вказали | 3         | 0.43%    |
| Усього          | 683       | 100%     |

## Пам'ятки
Попівка — ландшафтний заказник місцевого значення.

## Відомі люди
В селі народились:
- Стоноженко Олександр Васильович — військовий, генерал-лейтенант;
- Щербак Григорій Каленикович — у минулому викладач Військово-інженерної академії ім. Кубишева;
- Доля Олександр Васильович — кадровий військовий, працював ректором Інституту цивільної авіації в Києві;
- Задорожній Василь Кирилович — професор Київського державного університету;
- Ракша Євген Ігорович — доктор сільськогосподарських наук;
- Тарануха Михайло Семенович — генерал-майор.

Багато часу у селі проводив Красюк Микола Ігорович, український поет, який писав шрифтом Брайля.